# خط أفق
خط الأفق هو المنظر الناتج من أشكال البيئة الحضرية. وهو يظهر كأفق اصطناعي.

## معرض صور

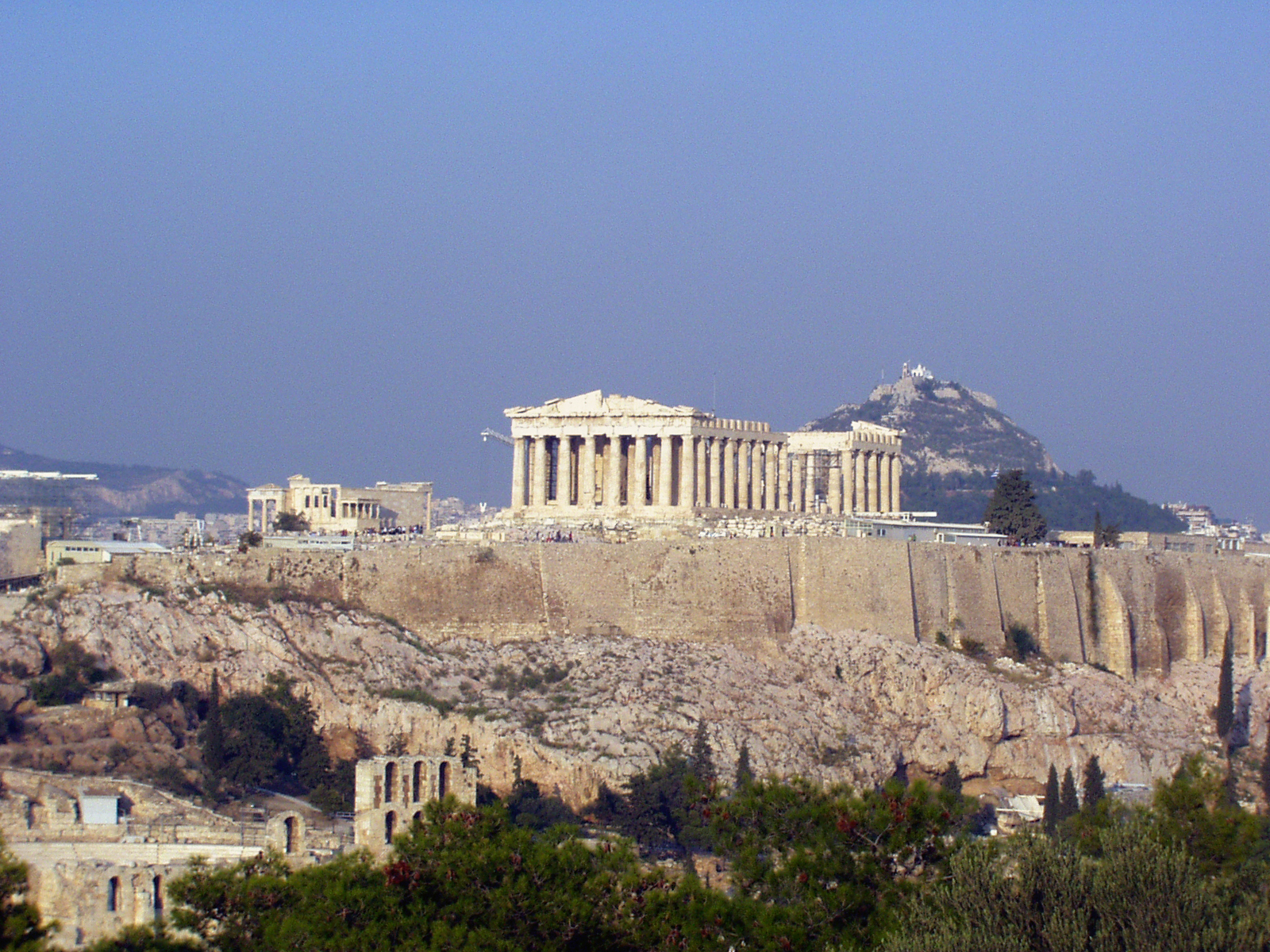
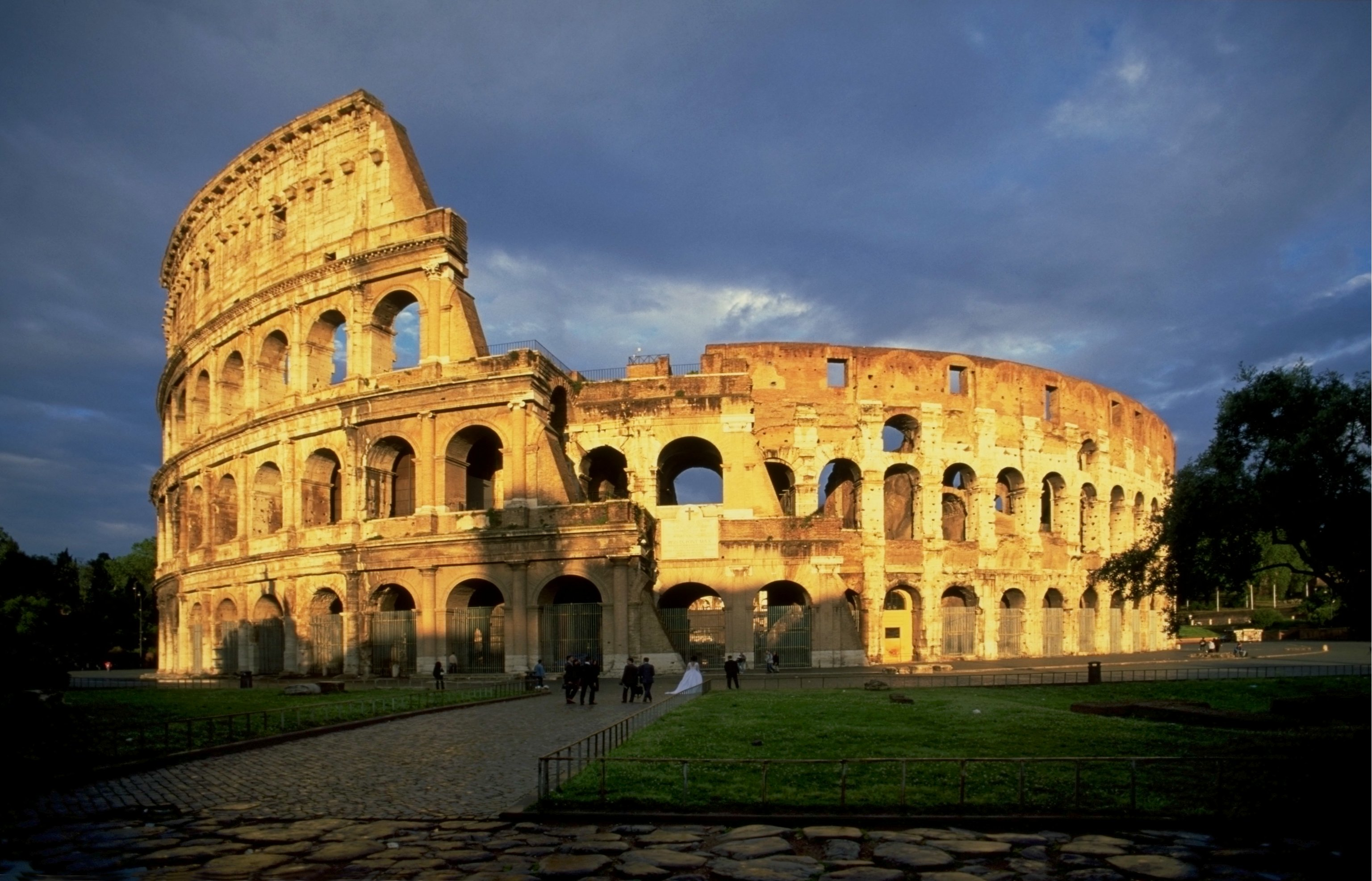
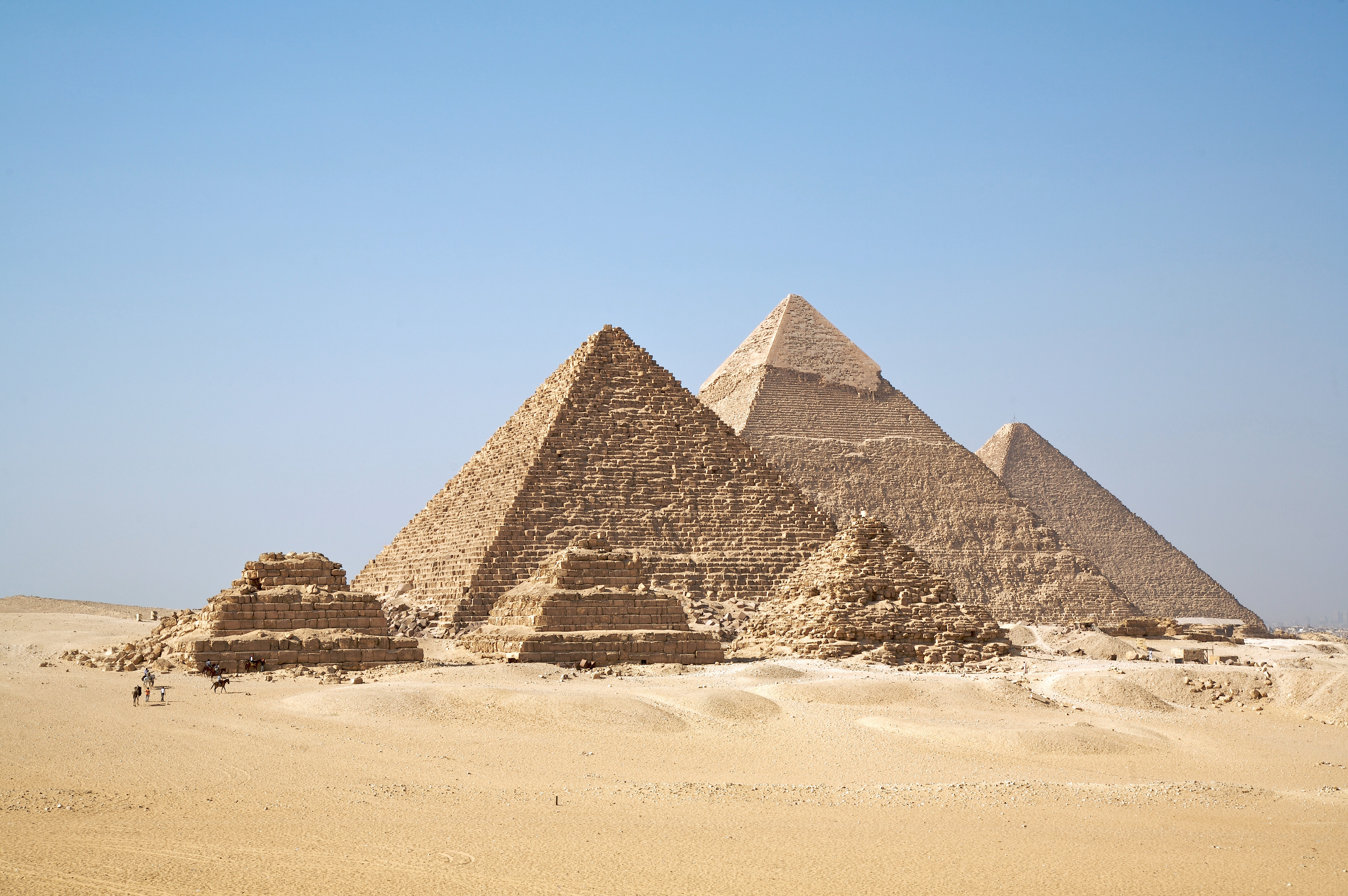
أهرامات الجيزة، مصر
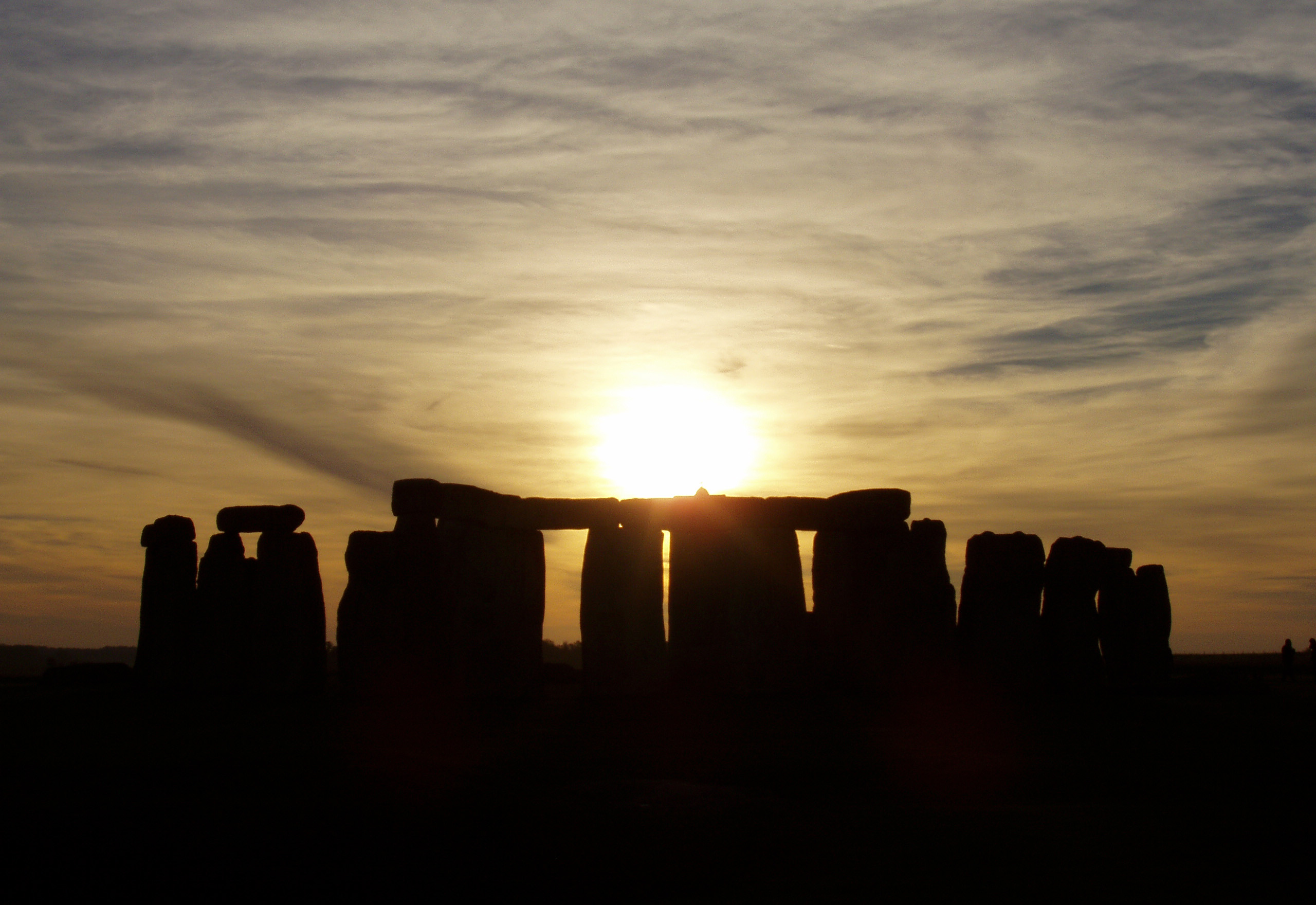
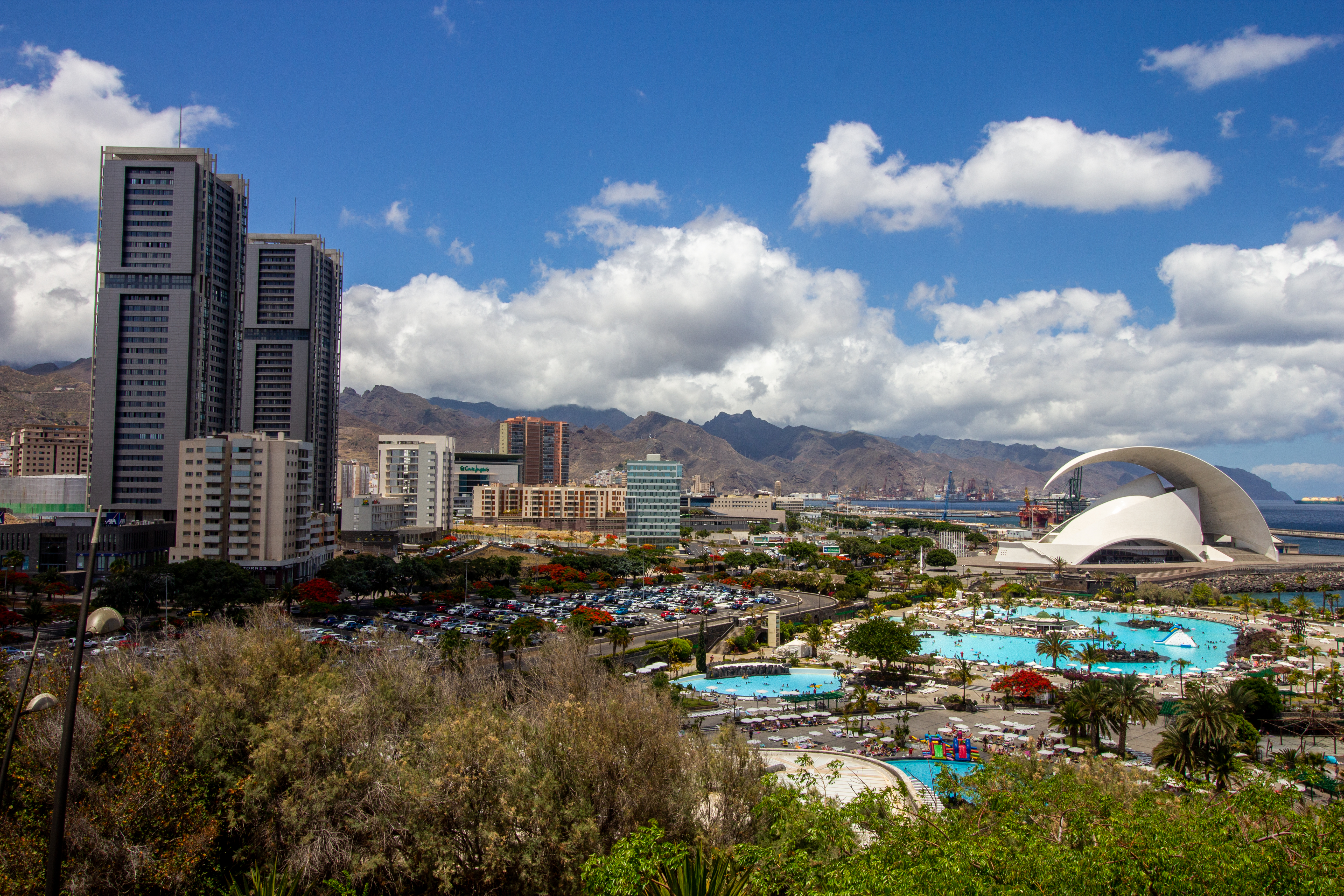
سانتا كروز دي تينيريفه، التي تبرز قاعة استماع تنريف و توريس دي سانتا كروث.